# Grand Theft Auto IV: The Lost and Damned
Grand Theft Auto IV: The Lost and Damned là phần đầu tiên trong 2 phần gói trò chơi mở rộng của Grand Theft Auto IV dành cho hệ máy Xbox 360, PlayStation 3 và nền tảng Microsoft Windows, được sản xuất bởi Rockstar North và được phát hành bởi Rockstar Games. Trò chơi được phát hành lần đầu tiên dành cho hệ máy Xbox 360 vào ngày 17 tháng 2 năm 2009, phát hành cho PlayStation 3 và Microsoft Windows vào ngày 13 tháng 5 năm 2010. Đây là gói mở rộng thứ ba trong Grand Theft Auto (lần đầu tiên kể từ trò chơi Grand Theft Auto: London 1961, được phát hành năm 1999) và là trò chơi thứ mười hai trong bộ Series Grand Theft Auto.
Nhân vật chính của The Lost and Damned là Johnny Klebitz, Phó chủ tịch của chương Alderney của The Lost MC, một câu lạc bộ mô tô, cùng với chính anh, đã tham gia một số nhiệm vụ trong suốt quá trình của Grand Theft Auto IV. Cốt truyện chính của tập phim tập trung vào những nỗ lực của Johnny để giữ cho chương tiếp tục hoạt động, đồng thời giải quyết những xung đột nội bộ, chiến tranh băng đảng, nạn buôn ma túy và nhiều kẻ thù khác nhau. Cốt truyện cho thấy góc nhìn của Johnny đối với thương vụ kim cương khét tiếng của Grand Theft Auto IV.
Một gói dựa trên đĩa độc lập kết hợp có tên Grand Theft Auto: Episodes from Liberty City, không yêu cầu chơi trò chơi Grand Theft Auto IV ban đầu, đã được phát hành và chứa cả The Lost and Damned và Grand Theft Auto: The Ballad of Gay Tony.